# Naučná stezka po stavbách z červených cihel v Bohumíně
Naučná stezka po stavbách z červených cihel v Bohumíně, nebo jen Naučná stezka po stavbách z červených cihel, je naučná stezka pro pěší nebo cyklisty ve městě Bohumín v okrese Karviná. Geograficky se nachází v nížině Ostravská pánev v Moravskoslezském kraji a Horním Slezsku.

## Popis a trasy
Naučná stezka, která vznikla v roce 2018, má délku 19 km a 12 zastavení s infomačními panely a stojany na kola. Stavby z pálených a neomítaných červených cihel patří mezi hlavní dominanty města Bohumín, vznikaly na přelomu 19. a 20. století a to především v novogotickém stylu architektury a jsou památkově chráněny. Putování po trase může být zpestřeno hledáním indicií, kde u každé navštívené budovy je umístěna destička s písmenem v okruhu cca 50 metrů. Získá se tak 12 písmen ze kterých lze sestavit dvouslovnou tajenku. Tajenku lze odeslat e-mailem a každý měsíc je pak vylosován výherce, který získá dárkový balíček prezentačních předmětů města. V místních infocentrech lze vyzvednout zdarma brožuru s plánem trasy. Začátek naučné stezky je na Masarykově ulici na náměstí T. G. Masaryka u radnice a konec je ve Skřečoni na ulici 1. máje, u kostela Panny Marie Sedmibolestné.
Trasa naučné stezky je na tomto odkazu.

## Další informace
Naučná stezka je celoročně volně přístupná.

## Galerie

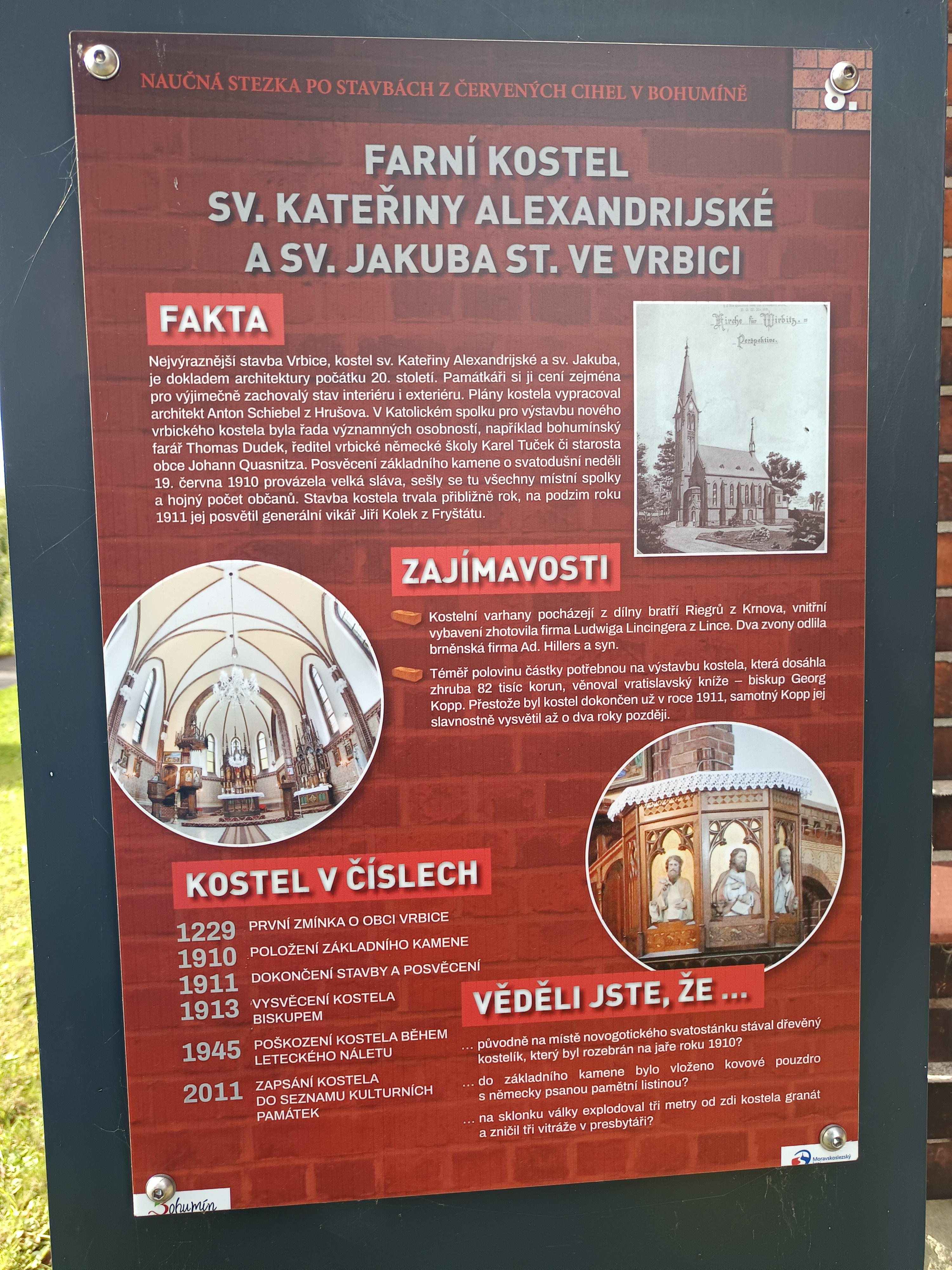
Zastavení č.8 - Vrbice